# Biblioteca Central de Zurique
A Biblioteca Central de Zurique (Zentralbibliothek Zürich) é a principal biblioteca de Zurique, na Suíça. Faz parte da Universidade de Zurique.
FUNDAÇÃO
Tudo começou em 1259 com a biblioteca do Chorherrenstift (uma ordem ecelsiática tipo a de São Agostinho) de Zurique. Depois que seu estoque encolheu para 470 volumes durante a Reforma, o humanista Konrad Pellikan ajudou a reconstruir a coleção, já em 1532, com livros de propriedades da igreja e doações. Em sua dissolução em 1831, o Chorherrenstift tinha 3.500 volumes. Eles se tornaram a base da biblioteca regional.
Em 1629, quatro mercadores de Zurique fundaram a City Library Society na antiga Wasserkirche. 
A biblioteca da cidade deveria dar ao público em geral acesso à ciência. Os cidadãos de Zurique doaram seus tesouros e os estoques cresceram de forma constante. 
A biblioteca da cidade tinha  como meta uma coleção universal de todos os campos do conhecimento.

DE BIBLIOTECA REGIONAL PARA BIBLIOTECA UNIVERSITÁRIA
Desde a fundação da Universidade de Zurique, em 1833, houve uma disputa entre os membros da universidade e a biblioteca da cidade. A biblioteca insistia em permitir que apenas os cidadãos de Zurique tivessem acesso à sua coleção. 
Isso era inaceitável para a universidade.
Assim, em 1835 fundou-se a Biblioteca Regional com a missão de construir uma coleção científica para a universidade.

VAMOS JUNTAR TUDO!
Por volta de 1890, a demanda por uma biblioteca central ficou cada vez maior. 
Por isso, em 1914, os cidadãos votaram por uma fusão da  biblioteca da cidade e da biblioteca regional (ou seja, a biblioteca da Universidade), criando a Biblioteca Central de Zurique. 
Essa fusão foi orquestrada por Hermann Escher, que já dirigia o catálogo central alfabético da biblioteca da cidade. 
Pela primeira vez, foram registrados todos a coleção que fazia parte de todas as bibliotecas de Zurique.
No início de 2014, o catálogo contava com aproximadamente 6,3 milhões de unidades, incluindo
- 4,3 milhões de livros e periódicos
- 980.000 folhas e fotografias gráficas
- 208.500 manuscritos
- 258.000 mapas geográficos
- 565.000 microformas (1,5 milhões de títulos)
- 48.000 meios audiovisuais
- 201.000 partituras
- 8.700 títulos de revistas atuais
- 70.800 títulos de periódicos eletrônicos
- 145 jornais da Turicensia

A Biblioteca Central é um membro do Informationsverbund Deutschschweiz (IDS), que garante acesso a todas as bibliotecas com um único cartão de usuário. 

COLEÇÕES ESPECIAIS

Biblioteca Oskar R. Schlag
Em 1990, a Biblioteca Central recebeu de presente a biblioteca esotérica do psicoterapeuta e grafólogo Oskar Rudolf Schlag (1907-1990). Desde o início da década de 1930, Schlag colecionava livros e documentos sobre esoterismo, criando uma das bibliotecas mais importantes do mundo neste assunto. 

Biblioteca Norte-Americana NAB
Desde 1972, há uma coleção especial de literatura norte-americana na Biblioteca Central . Fundada pelo Departamento de Inglês da Universidade de Zurique, foi oficialmente administrada desde 1994 como um depósito da Biblioteca Central. A coleção é composta por aproximadamente 100.000 trabalhos individuais e aproximadamente 280 periódicos atuais (até maio de 2016). Reunidos é uma seleção representativa de títulos dos EUA e do Canadá.

Biblioteca de Estudos sobre a História do Movimento Trabalhista
A Biblioteca de Estudos sobre a História do Movimento Trabalhista (SGA) consiste em cerca de 50.000 monografias. Abrange temas como: socialismo, movimentos operários , resistência antifascista, literatura exilada e os Novos Movimentos Sociais . A coleção, construída pelo livreiro Theo Pinkus , foi doada à Biblioteca Central de Zurique em 2001.

Fennica
A Associação Suíça dos Amigos da Finlândia (SVFF) fundou a Bibliotheca Fennica em 1955. Os livros são comprados e instalados pela associação, mas depois passam para a posse do Biblioteca Cetral de Zurique. 
Os cerca de 7000 títulos (incluindo revistas, anuários e cerca de 120 DVDs) são distribuídos entre as áreas de ficção finlandesa (também infantil e juvenil), linguística e literatura , história , folclore , estudos culturais , artes plásticas , música e arquitetura . A literatura é coletada nas línguas nacionais finlandesa e sueca, mas também em traduções.
Biblioteca Russa
Inclui uma vasta seleção de ficção original e traduzido do século XIX e do século XX (exílio e literatura soviética). A coleção é composta por cerca de 6000 monografias e revistas.

Biblioteca Gráfica
A coleção gráfica foi criada em 1854 com o legado do fabricante de papel de Zurique, Leonhard Ziegler (1749-1800). Este "Ikonothek" - que consiste de mais de 60.000 folhas individuais - formaram a base da coleção.
A coleção agora abriga 220.000 folhas gráficas dos séculos XV a XX, 162.000 cartões postais, 10.000 fotocromos, folhetos ilustrados, vários desenhos, folhas de história, documentos militares, figurinos, caricaturas, desenhos e gravuras de pintores de Zurique.
Além disso, a coleção inclui principalmente retratos de personalidades da cidade do século XVI ao século XIX.
Departamento de Música
Em 1971, as coleções especiais foram estendidas ao departamento de música por iniciativa do diretor Paul Scherrer e seu sucessor, Hans Baer. 
Inicialmente alojado nas instalações do edifício principal, está agora na Predigerkirche, a antiga sede da biblioteca regional. 
Além de partituras e gravações impressas, ela também preserva uma das maiores coleções de Wagneriana do mundo, mais de 190 propriedades de compositores, músicos e musicólogos, bem como vários arquivos corporativos e editoriais. Além disso, o departamento de música assumiu em 1978 a antiga biblioteca de música da Ópera de Zurique, com notas de ópera e operetas do século IXX e início do século XX (incluindo várias partituras e material das orquestras usadas em estréias mundiais) e 1999 as antigas gravações do Conservatório e do Tonhalle, incluindo as primeiras edições de obras de Richard Wagner e Franz Liszt .
Como podem perceber, a Biblioteca Central de Zurique tem muita coisa a oferecer a seus visitantes e uma história tão vasta quanto seu acervo. 
Quando estiver passeando por Zurique, não deixe de conhecer a biblioteca. 